# 아이리버 D1000
아이리버 D1000은 아이리버가 출시한 D시리즈 전자사전이다. 종류는 8GB Edu, 8GB Wi-Fi, 8GB DMB/Wi-Fi, 16GB Edu가 있다.